# Esmoulières
Esmoulières település Franciaországban, Haute-Saône megyében. Lakosainak száma 97 fő (2022. január 1.). Esmoulières Corravillers, Amont-et-Effreney, Beulotte-Saint-Laurent, Faucogney-et-la-Mer, La Longine és Servance-Miellin községekkel határos.

## Népesség
A település népességének változása:
| Lakosok száma | 99   | 96   | 97   | 97   | 97   | 97   | 97   | 98   | 97   |
|               | 2013 | 2015 | 2016 | 2017 | 2018 | 2019 | 2020 | 2021 | 2022 |